# Notoxinae
Notoxinae – podrodzina chrząszczy z podrzędu wielożernych i rodziny nakwiatkowatych.
Chrząszcze o kilkumilimetrowej długości ciele. Głowa ich cechuje się obecnością szwu czołowo-nadustkowego, dwuzębnymi wierzchołkami żuwaczek i 11-członowymi, niezmodyfikowanymi czułkami. Oczy złożone u większości przedstawicieli są całobrzegie.  Wąska i krótka szyja ma szerokość wynoszącą od ⅓ do ½ szerokości głowy. Przedplecze odznacza się przedłużeniem przednio-grzbietowej krawędzi ponad głowę w postaci dużego, rogokształtnego wyrostka, obecnością wcięć po bokach szyi oraz wyraźną bruzdą przednasadową (łac. sulcus antebasalis). Punktowanie powierzchni pokryw jest zaburzone. Panewki bioder przedniej pary odnóży są zamknięte od strony wewnętrznej albo od strony zewnętrznej. Kształt śródpiersia jest trójkątny. Trójkątny wyrostek międzybiodrowy rozdziela biodra tylnej pary odnóży na umiarkowaną lub dużą szerokość. Golenie wszystkich par odnóży mają po dwie ostrogi. Stopy cechują się niezmodyfikowanymi pazurkami. Narządy genitalne samców zbudowane mają fallobazę i odrębne paramery. U samic koksyt pokładełka jest zbudowany z jednego segmentu lub nie w pełni dwuczłonowany.
Podrodzina kosmopolityczna. W Polsce stwierdzono 4 gatunki z rodzaju Notoxus.
Takson ten wprowadzony został w 1829 roku przez Jamesa Francisa Stephensa. Należą doń rodzaje:
- Mecynotarsus La Ferté-Sénectere, 1848
- Notoxus Geoffroy, 1762
- Pseudonotoxus Pic, 1900

Zapis kopalny podrodziny ogranicza się do rodzaju Notoxus, znanego z eocenu, z inkluzji w bursztynie.